# Androsace brevis
Androsace brevis är en viveväxtart som först beskrevs av Johannes Jacob Hegetschweiler, och fick sitt nu gällande namn av Cesati. Androsace brevis ingår i släktet grusvivor, och familjen viveväxter. Inga underarter finns listade i Catalogue of Life.